# Islamisering
Islamisering of islamificatie is het proces van de omvorming van een samenleving naar de islamitische religie, cultuur en wetgeving. Zo nam bijvoorbeeld de islamisering van Anatolië een aanvang met de Slag bij Manzikert in 1071.

## Neologisme
Het woord wordt ook gebruikt om een proces aan te duiden waarbij een westerse samenleving een groeiend aantal moslims telt en daardoor een meer islamitisch karakter zou krijgen. In deze betekenis is het woord een neologisme, het raakte in Nederland vooral bekend door het boek Tegen de islamisering van onze cultuur van Pim Fortuyn uit 1997. Later werd de term islamisering ook gebruikt door Geert Wilders, die waarschuwde voor een 'islamisering van de Nederlandse samenleving' en Europa. Ook De Belgische - Vlaamse politicus Filip Dewinter gebruikt de term regelmatig. Hun opponenten vinden het gebruik van deze term duiden op xenofobie of meer specifiek islamofobie, aangezien tot op heden slechts 6% van de Nederlandse bevolking zichzelf bij enquêtes moslim noemt (gegevens CBS 2007).

## Demografische trends onder moslims in Nederland
Inspelend op een in 2006 heersende discussie, waarin sommigen, zoals Ayaan Hirshi Ali, Mark Steyn en Piet Hein Donner, voorspelden of de mogelijkheid bespraken dat moslims tegen 2050 de meerderheid in Nederland zouden uitmaken, analyseerde demograaf Joop de Beer van het Nederlands Interdisciplinair Demografisch Instituut dit vraagstuk in 2007 in een artikel in het blad Demos. Daarin nam hij de toenmalige schattingen van het Centraal Bureau voor de Statistiek over de groei van het aantal niet-westerse allochtonen tot uitgangspunt. Het CBS extrapoleerde dat die in 2050 16% van de bevolking zouden vormen. Aannemend dat het percentage moslims onder deze groep gelijk zou blijven op 47%, bracht dit De Beer tot een schatting van 8% voor het aantal moslims in 2050. Het CBS had echter ook de mogelijkheid berekend van een aanzienlijke verhoging van de immigratie, gekoppeld aan een verhoging van de vruchtbaarheidscijfers onder immigranten. Er was een kans van 5% dat het aantal niet-westerse allochtonen in 2050 uit zou komen op 24% of hoger. In het geval van een stijging tot 24% zou een percentage van 47% moslims onder deze groep leiden tot ruim 11% moslims onder de bevolking als geheel. Zelfs als dan alle niet-westerse allochtonen moslims zouden zijn, zouden de moslims, zo concludeerde De Beer, in 2050 een minderheid blijven.
In 2018 vroeg NRC Next De Beer zijn schatting nog eens te bekijken in het licht van recentere cijfers, daarbij ook rekening houdend met het gegeven dat de derde generatie immigranten door het CBS als autochtoon wordt geclassificeerd. De Beer kwam daarop tot een schatting van 10% moslims in 2060.

### Secularisering
Tegelijk met de trend van een groeiend aantal moslims onder de Nederlandse bevolking is er ook een trend van secularisering onder aanwezige moslims. Uit onderzoek onder leiding van hoogleraar sociologie Tubergen van de Universiteit Utrecht van 2016 bleek dat jonge moslims in Nederland steeds verder seculariseerden: ruim een kwart van hen vond het geloof minder belangrijk dan hun ouders dat deden, brachten de islamitische regels en gebruiken (zoals bidden, vasten, de Koran lezen, moskeebezoek, een hoofddoek dragen en geen varkensvlees of alcohol consumeren) minder in de praktijk en beschouwden religie in toenemende mate als een privézaak. Ze noemden zich nog steeds wel moslim, maar lieten dat in het openbare leven minder blijken en waren minder streng in het naleven van islamitische voorschriften. Zo droegen 35% van de meisjes wiens moeder een hoofddoek droeg zelf geen hoofddoek en ging 30% van de jongens minder vaak naar de moskee dan hun vader. Een kleine minderheid van 17% was het geloof juist serieuzer gaan nemen dan hun ouders.
Het SCP constateerde dat tussen 2012 en 2018 het aantal niet-moslims onder Nederlanders van Turkse en Marokkaanse afkomst was verdubbeld. Dit betrof met name Turkse Nederlanders van de 2e generatie, maar ook het aantal moslims onder de 1e generatie nam in deze periode af. Velen van hadden de islam verlaten of deden er in de praktijk niets meer mee. Slechts 55% van de Turkse Nederlanders en 87% van de Marokkaanse Nederlanders vastte alle dagen van de ramadan. Minder dan de helft van beide groepen ging elke week naar de moskee. De overgebleven moslims werden wel iets orthodoxer in hun geloofspraktijk; onder de resterende Nederlands-Marokkaanse moslimvrouwen was het aantal dat een hoofddoek droeg bijvoorbeeld toegenomen.